# Giro d'Italia 1948
Il Giro d'Italia 1948, trentunesima edizione della "Corsa Rosa", si svolse in diciannove tappe dal 15 maggio al 6 giugno 1948 per un percorso totale di 4 164 km. Fu vinto da Fiorenzo Magni.
Giordano Cottur, vincitore della prima tappa, vestì la maglia rosa fino alla nona tappa, quando a causa di una fuga bidone perse 13 minuti. La maglia di leader passò a Vito Ortelli, quindi a Fiorenzo Magni, per essere poi conquistata da Ezio Cecchi sul traguardo di Auronzo di Cadore. Sulle Dolomiti si scatenò Coppi: il campionissimo staccò tutti in entrambe le tappe, ma Magni concluse la 17ª con arrivo a Trento in un tempo che gli consentì di riconquistare la maglia rosa. La Bianchi però accusò Magni di aver beneficiato di spinte irregolari sulla salita del passo Pordoi, e la giuria inflisse a Magni una penalizzazione di 2 minuti (giudicata inadeguata dalla Bianchi, che si ritirò dalla corsa). Magni riuscì comunque a conservare la maglia rosa sino a Milano, con 11 secondi di vantaggio su Ezio Cecchi (il minor distacco fra i primi due classificati nella storia del Giro), ma fu duramente contestato dal pubblico all'arrivo al Vigorelli.
Il Totip, nato proprio in quell'anno, mise in palio un milione di Lire per il vincitore.

## Tappe
| Tappa  | Data      | Percorso                              | km    | Vincitore di tappa | Leader cl. generale |
| ------ | --------- | ------------------------------------- | ----- | ------------------ | ------------------- |
| 1ª     | 15 maggio | Milano > Torino                       | 190   | Giordano Cottur    | Giordano Cottur     |
| 2ª     | 16 maggio | Torino > Genova                       | 226   | Mario Ricci        | Giordano Cottur     |
| 3ª     | 17 maggio | Genova > Parma                        | 243   | Luciano Maggini    | Giordano Cottur     |
| 4ª     | 18 maggio | Parma > Viareggio                     | 266   | Luigi Casola       | Giordano Cottur     |
|        | 19 maggio | giorno di riposo                      |       |                    |                     |
| 5ª     | 20 maggio | Viareggio > Siena                     | 165   | Adolfo Leoni       | Giordano Cottur     |
| 6ª     | 21 maggio | Siena > Roma                          | 256   | Luigi Casola       | Giordano Cottur     |
| 7ª     | 22 maggio | Roma > Pescara                        | 230   | Antonio Bevilacqua | Giordano Cottur     |
| 8ª     | 23 maggio | Pescara > Bari                        | 347   | Adolfo Leoni       | Giordano Cottur     |
|        | 24 maggio | giorno di riposo                      |       |                    |                     |
| 9ª     | 25 maggio | Bari > Napoli                         | 306   | Nedo Logli         | Vito Ortelli        |
| 10ª    | 26 maggio | Napoli > Fiuggi                       | 184   | Italo De Zan       | Vito Ortelli        |
| 11ª    | 27 maggio | Fiuggi > Perugia                      | 265   | Désiré Keteleer    | Vito Ortelli        |
|        | 28 maggio | giorno di riposo                      |       |                    |                     |
| 12ª    | 29 maggio | Perugia > Firenze                     | 169   | Oreste Conte       | Vito Ortelli        |
| 13ª    | 30 maggio | Firenze > Bologna                     | 194   | Bruno Pasquini     | Vito Ortelli        |
| 14ª    | 31 maggio | Bologna > Udine                       | 278   | Oreste Conte       | Fiorenzo Magni      |
| 15ª    | 1º giugno | Udine > Auronzo di Cadore             | 125   | Vincenzo Rossello  | Ezio Cecchi         |
|        | 2 giugno  | giorno di riposo                      |       |                    |                     |
| 16ª    | 3 giugno  | Auronzo di Cadore > Cortina d'Ampezzo | 90    | Fausto Coppi       | Ezio Cecchi         |
| 17ª    | 4 giugno  | Cortina d'Ampezzo > Trento            | 160   | Fausto Coppi       | Fiorenzo Magni      |
| 18ª    | 5 giugno  | Trento > Brescia                      | 239   | Elio Bertocchi     | Fiorenzo Magni      |
| 19ª    | 6 giugno  | Brescia > Milano                      | 231   | Fiorenzo Magni     | Fiorenzo Magni      |
| Totale | Totale    | Totale                                | 4 164 |                    |                     |

## Squadre e corridori partecipanti
| N.    | Cod. | Squadra            |
| ----- | ---- | ------------------ |
| 1-7   | LEG  | Legnano            |
| 8-14  | LYG  | Lygie              |
| 15-21 | PEU  | Peugeot            |
| 22-28 | WIL  | Wilier Triestina   |
| 29-35 | VCI  | Viani Cral Imperia |
| 36-42 | CIM  | Cimatti            |

| N.    | Cod. | Squadra   |
| ----- | ---- | --------- |
| 43-49 | ATA  | Atala     |
| 50-56 | ARB  | Arbos     |
| 57-63 | BEN  | Benotto   |
| 64-70 | BIA  | Bianchi   |
| 71-77 | VIS  | Viscontea |

## Dettagli delle tappe

### 1ª tappa
- 15 maggio: Milano > Torino – 190 km

Risultati
| Pos. | Corridore       | Squadra | Tempo    |
| ---- | --------------- | ------- | -------- |
| 1    | Giordano Cottur | Wilier  | 4h51'45" |
| 2    | Gildo Monari    | Cimatti | a 1'38"  |
| 3    | Antonio Covolo  | Benotto | a 3'04"  |

### 2ª tappa
- 16 maggio: Torino > Genova – 226 km

Risultati
| Pos. | Corridore    | Squadra | Tempo    |
| ---- | ------------ | ------- | -------- |
| 1    | Mario Ricci  | Legnano | 6h36'21" |
| 2    | Fausto Coppi | Bianchi | s.t.     |
| 3    | Gino Bartali | Legnano | s.t.     |

### 3ª tappa
- 17 maggio: Genova > Parma – 243 km

Risultati
| Pos. | Corridore       | Squadra | Tempo    |
| ---- | --------------- | ------- | -------- |
| 1    | Luciano Maggini | Wilier  | 7h46'06" |
| 2    | Fiorenzo Magni  | Wilier  | s.t.     |
| 3    | Gino Bartali    | Legnano | s.t.     |

### 4ª tappa
- 18 maggio: Parma > Viareggio – 266 km

Risultati
| Pos. | Corridore      | Squadra | Tempo    |
| ---- | -------------- | ------- | -------- |
| 1    | Luigi Casola   | Cimatti | 8h14'16" |
| 2    | Fiorenzo Magni | Wilier  | s.t.     |
| 3    | Adolfo Leoni   | Legnano | s.t.     |

### 5ª tappa
- 20 maggio: Viareggio > Siena – 165 km

Risultati
| Pos. | Corridore    | Squadra | Tempo    |
| ---- | ------------ | ------- | -------- |
| 1    | Adolfo Leoni | Legnano | 5h01'03" |
| 2    | Oreste Conte | Bianchi | s.t.     |
| 3    | Nedo Logli   | Arbos   | s.t.     |

### 6ª tappa
- 21 maggio: Siena > Roma – 256 km

Risultati
| Pos. | Corridore      | Squadra | Tempo    |
| ---- | -------------- | ------- | -------- |
| 1    | Luigi Casola   | Cimatti | 7h44'00" |
| 2    | Fiorenzo Magni | Wilier  | s.t.     |
| 3    | Oreste Conte   | Bianchi | s.t.     |

### 7ª tappa
- 22 maggio: Roma > Pescara – 230 km

Risultati
| Pos. | Corridore          | Squadra   | Tempo    |
| ---- | ------------------ | --------- | -------- |
| 1    | Antonio Bevilacqua | Atala     | 7h09'10" |
| 2    | Ubaldo Pugnaloni   | Viscontea | a 3'21"  |
| 3    | Renzo Zanazzi      | Cimatti   | a 7'26"  |

### 8ª tappa
- 23 maggio: Pescara > Bari – 347 km

Risultati
| Pos. | Corridore         | Squadra | Tempo     |
| ---- | ----------------- | ------- | --------- |
| 1    | Adolfo Leoni      | Legnano | 11h36'38" |
| 2    | Oreste Conte      | Bianchi | s.t.      |
| 3    | Giovanni Corrieri | Legnano | s.t.      |

### 9ª tappa
- 25 maggio: Bari > Napoli – 306 km

Risultati
| Pos. | Corridore      | Squadra | Tempo    |
| ---- | -------------- | ------- | -------- |
| 1    | Nedo Logli     | Arbos   | 8h46'10" |
| 2    | Fiorenzo Magni | Wilier  | s.t.     |
| 3    | Ezio Cecchi    | Cimatti | s.t.     |

### 10ª tappa
- 26 maggio: Napoli > Fiuggi – 184 km

Risultati
| Pos. | Corridore         | Squadra    | Tempo    |
| ---- | ----------------- | ---------- | -------- |
| 1    | Italo De Zan      | Atala      | 5h09'40" |
| 2    | Serafino Biagioni | Viani Cral | s.t.     |
| 3    | Ubaldo Pugnaloni  | Viscontea  | s.t.     |

### 11ª tappa
- 27 maggio: Fiuggi > Perugia – 265 km

Risultati
| Pos. | Corridore          | Squadra | Tempo    |
| ---- | ------------------ | ------- | -------- |
| 1    | Désiré Keteleer    | Bianchi | 7h59'40" |
| 2    | Virgilio Salimbeni | Legnano | s.t.     |
| 3    | Gino Bartali       | Legnano | a 4'35"  |

### 12ª tappa
- 29 maggio: Perugia > Firenze – 169 km

Risultati
| Pos. | Corridore          | Squadra   | Tempo    |
| ---- | ------------------ | --------- | -------- |
| 1    | Oreste Conte       | Bianchi   | 4h38'10" |
| 2    | Quirino Toccacelli | Viscontea | s.t.     |
| 3    | Gino Bartali       | Legnano   | a 4'35"  |

### 13ª tappa
- 30 maggio: Firenze > Bologna – 194 km

Risultati
| Pos. | Corridore       | Squadra | Tempo    |
| ---- | --------------- | ------- | -------- |
| 1    | Bruno Pasquini  | Bianchi | 5h53'30" |
| 2    | Alfredo Pasotti | Benotto | s.t.     |
| 3    | Adolfo Leoni    | Legnano | a 3'42"  |

### 14ª tappa
- 31 maggio: Bologna > Udine – 278 km

Risultati
| Pos. | Corridore    | Squadra | Tempo    |
| ---- | ------------ | ------- | -------- |
| 1    | Oreste Conte | Bianchi | 7h44'50" |
| 2    | Adolfo Leoni | Legnano | s.t.     |
| 3    | Fausto Coppi | Bianchi | s.t.     |

### 15ª tappa
- 1º giugno: Udine > Auronzo di Cadore – 125 km

Risultati
| Pos. | Corridore         | Squadra | Tempo    |
| ---- | ----------------- | ------- | -------- |
| 1    | Vincenzo Rossello | Legnano | 3h29'50" |
| 2    | Aldo Ronconi      | Bianchi | a 2'17"  |
| 3    | Ezio Cecchi       | Cimatti | s.t.     |

### 16ª tappa
- 3 giugno: Auronzo di Cadore > Cortina d'Ampezzo – 90 km

Risultati
| Pos. | Corridore       | Squadra | Tempo    |
| ---- | --------------- | ------- | -------- |
| 1    | Fausto Coppi    | Bianchi | 2h20'33" |
| 2    | Gino Bartali    | Legnano | a 3'32"  |
| 3    | Giordano Cottur | Wilier  | s.t.     |

### 17ª tappa
- 4 giugno: Cortina d'Ampezzo > Trento – 160 km

Risultati
| Pos. | Corridore       | Squadra | Tempo    |
| ---- | --------------- | ------- | -------- |
| 1    | Fausto Coppi    | Bianchi | 4h38'00" |
| 2    | Vito Ortelli    | Atala   | a 2'31"  |
| 3    | Alfredo Pasotti | Benotto | s.t.     |

### 18ª tappa
- 5 giugno: Trento > Brescia – 239 km

Risultati
| Pos. | Corridore          | Squadra | Tempo    |
| ---- | ------------------ | ------- | -------- |
| 1    | Elio Bertocchi     | Atala   | 7h10'12" |
| 2    | Virgilio Salimbeni | Legnano | s.t.     |
| 3    | Vincenzo Rossello  | Legnano | s.t.     |

### 19ª tappa
- 6 giugno: Brescia > Milano – 231 km

Risultati
| Pos. | Corridore          | Squadra   | Tempo    |
| ---- | ------------------ | --------- | -------- |
| 1    | Fiorenzo Magni     | Wilier    | 7h02'00" |
| 2    | Nedo Logli         | Arbos     | s.t.     |
| 3    | Quirino Toccacelli | Viscontea | s.t.     |

## Classifiche della corsa

### Classifica generale - Maglia rosa
| Pos. | Corridore         | Squadra    | Tempo      |
| ---- | ----------------- | ---------- | ---------- |
| 1    | Fiorenzo Magni    | Wilier     | 124h51'52" |
| 2    | Ezio Cecchi       | Cimatti    | a 11"      |
| 3    | Giordano Cottur   | Wilier     | a 2'37"    |
| 4    | Vito Ortelli      | Atala      | a 2'37"    |
| 5    | Primo Volpi       | Arbos      | a 8'24"    |
| 6    | Angelo Brignole   | Arbos      | a 9'14"    |
| 7    | Giulio Bresci     | Wilier     | a 9'17"    |
| 8    | Gino Bartali      | Legnano    | a 11'52"   |
| 9    | Serafino Biagioni | Viani Cral | a 15'05"   |
| 10   | Alfredo Martini   | Wilier     | a 18'22"   |

### Classifica scalatori
| Pos. | Corridore    | Squadra | Punti |
| ---- | ------------ | ------- | ----- |
| 1    | Fausto Coppi | Bianchi | ?     |
| 2    | Ezio Cecchi  | Cimatti | ?     |
| 2    | Gino Bartali | Legnano | ?     |